# Oblivia
Oblivia war eine australische Pop-Rock-Band.

## Geschichte
Oblivia wurden von Tony Juke und Pete Banner gegründet. Entdeckt wurden sie von Harry Vanda, der ihnen einen Vertrag über die Veröffentlichung eines Albums anbot. Es wurde ein Album mit dem Titel The Careless Ones veröffentlicht, das von Steve James produziert wurde. Oblivia wurden mit einem ARIA Award in der Kategorie beste Produktion für ihre Debüt-Single My Friend ausgezeichnet, die in Australien ein Top-40-Hit war.

## Diskografie

### Alben
- 2001: The Careless Ones (RCA/BMG)

### Singles
- 2000: My Friend AUS #32[5]
- 2000: Mindbomb AUS #72[5]
- 2001: Collapse on Me AUS #86[5]